# Аджемі
Аджемі (осман. Acemi) — новачок.

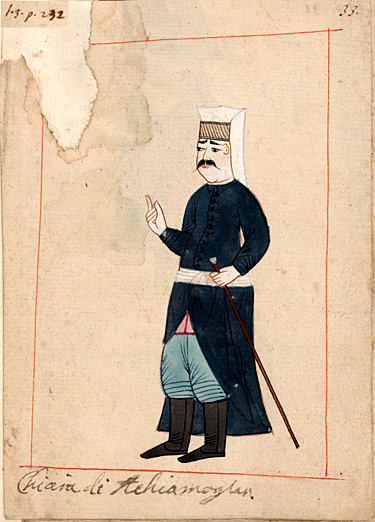
Офіцер аджемі-огланів (1657)

1. аджемі-оглан (осман. Acemi oğlan): в Османській імперії новачок у школі пажів палацу; згодом — кадет, новобранець, що мусив увійти до яничарського корпусу.
2. новоприбула рабиня в гаремі османського султана.